# Столичний університет Осло
Столичний університет Осло або Університет Осло Метрополітен (норв. Oslomet – storbyuniversitetet, англ. Oslo Metropolitan University) — норвезький державний вищий навчальний заклад, розташований у центрі Осло (кампус Пілестредет) та комуні Ліллестрем (кампус Х’єллер).
ОслоМет був заснований 12 січня 2018 року внаслідок надання статусу університету найбільшому у Норвегії Університетському коледжу Осло і Акерсгуса і відтоді є одним з наймолодших вишів у країні. Університет проводить дослідження в галузі суспільних наук, наук про здоров'я, педагогічної освіти, технологій, мистецтва та дизайну.
З 1 березня 2022 року ректором університету є норвезький письменник та дослідник Крістен Крог.

## Навчання
Університет здійснює 48 бакалаврських навчальних програм, 33 магістерських, а також 6 програм на здобуття ступеня «Доктор філософії».

## ОслоМет і Україна
З 2019 року ОслоМет спільно з Українським католицьким університетом та Києво-Могилянською академією втілює проєкт «EGOVLOC: E-врядування як інструмент місцевої демократії», що має на меті посилити академічну співпрацю та мобільність співробітників і студентів у сфері електронного врядування та цифрового громадянства для підтримки реформ місцевої демократії в Україні.
Після повномасштабного вторгнення Росії до України, у березні 2022 року університет започаткував низку ініціатив для українських біженців. Мова йде про курси норвезької та англійської мов, а також додаткові навчальні програми англійською мовою. Крім того, ОслоМет зарезервував окремі місця для українських біженців на інших англомовних курсах та магістерських програмах.
Протягом літа та осені 2022 року дослідники з Інституту міських та регіональних досліджень (NIBR) на базі університету проведуть п'ять семінарів, під час яких проливатимуть світло на різні аспекти війни в Україні.